# Распутін та імператриця
«Распутін та імператриця» (англ. Rasputin and the Empress) — американська історична драма 1932 року режисера Річарда Болеславського, знятого кінокомпанією Metro-Goldwyn-Mayer.
Цей фільм — яскрава ілюстрація різнобічних перебільшень і спотворень історії Григорія Распутіна. Відразу після виходу фільму на екрани княгиня Ірина Юсупова вимагала від студії «MGM» заборонити стрічку і відшкодувати їй моральну компенсацію, оскільки, за її словами: «сцена, в якій Распутін гвалтує її, є наклепом, так зображує її коханкою старця … Події у фільмі перекручені і створюють наклеп, приниження і зображують її в ганебному вигляді». Княгиня Юсупова виграла справу в британському суді і отримала від «MGM» компенсацію в розмірі 750 тисяч доларів. Крім того, кінокомпанія погодилася вибачитися перед княгинею і публічно заявити, що княгиня Наташа у фільмі — вигаданий персонаж і нічого спільного з княгинею Іриною Юсуповою немає.

## Створення фільму
Поштовхом для створення фільму стало відкриття Ірвінга Тальберга, що студія вже володіла правами роману Альфреда Клабунда «Распутін» (1927). У червні 1932 року «MGM» оголосив, що три зірки Беррімори будуть головними акторами фільму. Цей фільм став дебютним звуковим фільмом Етель Беррімор, який є найдавнішим відомим записом її знаменитого голосу.

## Сюжет
Коли медицина не допомагає хворому царевичу Олексію, в будинок запрошують ексцентричного монаха Распутіна, який прославився як цілитель. Таємничим чином він зможе полегшити страждання спадкоємця престолу. Царська сім'я жалісно терпить всі пригоди Распутіна, слухає його поради, а тим часом амбіційний шахрай таємно вершить свою політику.

## У ролях
- Джон Беррімор — князь Павел Чегодаєв
- Етель Беррімор — імператриця Олександра
- Лайонел Беррімор — Григорій Распутін
- Ральф Морган — імператор Микола II
- Діана Віньяр — княгиня Наташа
- Тад Александр — царевич Олексій
- Сі Генрі Гордон — великий князь Ігор
- Едвард Арнольд — доктор Ремезов